# Le Débarquement du congrès de photographie à Lyon
Pour plus de détails, voir Fiche technique et Distribution.
Le Débarquement du congrès de photographie à Lyon, initialement intitulé Le Débarquement des congressistes à Neuville, est un film français réalisé par Louis Lumière, sorti en 1895. Cette « vue photographique animée », ainsi que les frères Lumière nommaient leurs bobineaux, fait partie des 10 films montrés lors de la première séance publique payante du cinématographe au Salon indien du Grand Café de Paris le 28 décembre 1895. Ce film a été tourné le 11 juin 1895 à Neuville-sur-Saône, lors du débarquement des congressistes et a été d'abord projeté dans plusieurs séances privées, la première fois le 12 juin 1895.

## Synopsis
Une foule de personnes débarque d'un bateau à vapeur avec en arrière-plan un pont traversant une rivière. Hommes et femmes portent du matériel photographique : trépied, appareil à soufflet et boites. Ce sont tous des photographes. Conscients d'être photographiés, des hommes saluent la caméra d'un coup de chapeau, les autres se contentent de regarder l'opérateur (l'objectif qui les filme) en regard caméra. Sujet de curiosité, le Cinématographe Lumière, nouvellement mis au point, attire le regard et l'attention : un homme portant un appareil à soufflet tente même de le photographier.
Parmi les personnes filmées, figurent Auguste Lumière et Jules Janssen.

## Fiche technique
- Titre : Le Débarquement du congrès de photographie à Lyon
- Autres titres :
  - Le Débarquement des congressistes à Neuville
  - Le Débarquement des congressistes à Neuville-sur-Saône
  - Le Débarquement des congressistes à Lyon
  - Arrivée des congressistes à Neuville-sur-Saône
- Réalisation : Louis Lumière
- Photographie : Louis Lumière
- Société de production : Société Lumière
- Pays d'origine :  France
- Format : 35 mm à 2 perforations rondes Lumière par photogramme, noir et blanc, muet
- Durée : 43 secondes environ

## Contexte

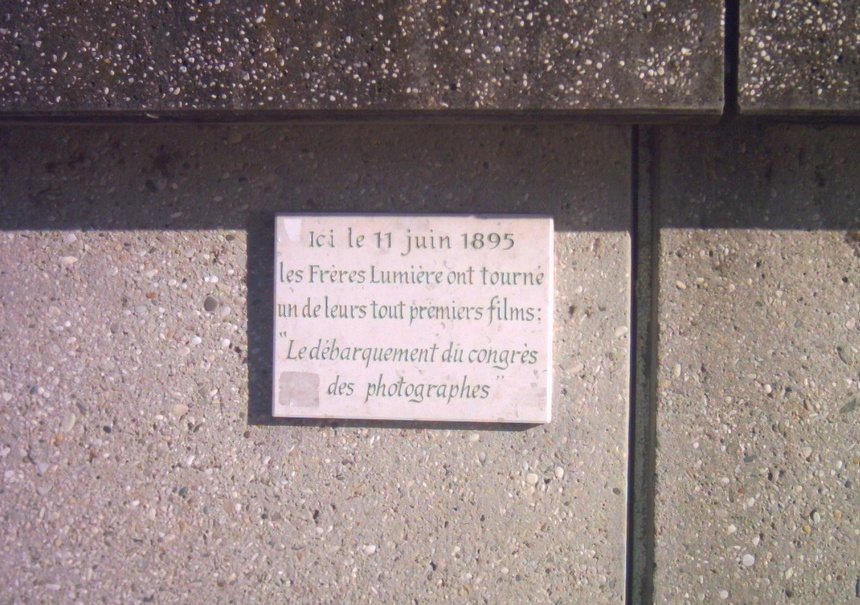
Plaque commémorative de la prise de vue sur le quai de Saône à Neuville-sur-Saône

- Lors du congrès des Sociétés françaises de photographie se déroulant à Lyon, les congressistes font le 11 juin 1895 une excursion en bateau sur la Saône : une remontée sur une quinzaine de kilomètres jusqu'à Neuville-sur-Saône où Louis Lumière filme leur débarquement sur le quai Pasteur. Une plaque commémorative rappelle désormais l'événement. Le pont suspendu type Seguin que l'on aperçoit n'existe plus, remplacé par un pont en béton depuis 1934.

- Dès le lendemain, le 12 juin 1895, le film est projeté à la fin de la séance qui clôture le congrès, dans les salons Monnier (place Bellecour à Lyon). Le contenu informatif du film le caractérise comme étant la première actualité cinématographique, l'ancêtre du journal télévisé.